# 소싸움
소싸움은 몇몇 나라에서 전통 놀이로 소와 소가 싸우는 행위이다. 투우와는 다르다.

## 예시
- 한국의 소싸움
- 토규: 일본의 소싸움
- 여왕의 결투

## 같이 보기
- 투견
- 투계